# アスヒカズラ
アスヒカズラ（学名: Lycopodium complanatum L.）はヒカゲノカズラ科のシダ植物の1つ。直立する茎の先端が枝分かれして広がる様子がアスナロのように見えることからこの名がある。

## 特徴
這い回る茎を持つ常緑性の多年生草本。匍匐茎は本体の太さが1.4～1.7 mm（最大幅では1.2～1.9 mm）、葉を含めると2.8～3.6 mm（2.2～4.3mm）。匍匐茎は地表を這うが、地中を伸びることもある。匍匐茎は長く地上を這い、多数の分枝を出して地面を覆う群落になる。
匍匐茎の側枝として出る直立茎はその先端近くで二叉分枝を繰り返す。分枝した小枝は扁平になっており、また枝は扇状に広がることが多い。直立茎の太さは本体が0.8～1.0 mm（0.7～1.0 mm）、葉を含めると1.9～2.3 mm（1.6～2.8 mm）。茎には多数の小さな葉が並ぶが、これには腹葉、背葉の2形があり、さらに直立茎では側葉が区別されて3形となっている。ここの葉は狭披針形で直立茎では長さ2.7～3.4 mm（2.3～4.0mm）で幅0.4～0.7 mm（0.3～0.8mm）、匍匐茎では長さ3．7～5.5 mm（2.8～7.0 mm）で幅0.7～0.8 mm（0.6～0.9 mm）。葉質は薄い革質で緑色、先端は突き出して尖り、縁は滑らかで、基部は広く茎に沿うようになっている。背葉は幅が狭くて茎に密着し、側葉は幅が広くて大きい角度で出るか内側に曲がり、腹葉は小さくて先端部以外は茎に密着している。
胞子嚢穂は直立茎の先端から出る。夏に直立茎の先端からまばらに葉をつけた茎が直立して伸び、その先端が2～3回の分枝をして胞子嚢穂をつける。胞子嚢穂は茎1本当たり1～5個付き、長さは1.5～2.0 cm（1.0～2.4 cm）、幅3.3～4.0 mm（2.6～4.4 mm）。概形は円柱形をしている。
和名は翌檜葛の意で、直立葉の様子がアスヒ（アスナロ）のようで匍匐茎が蔓状であることに依る。

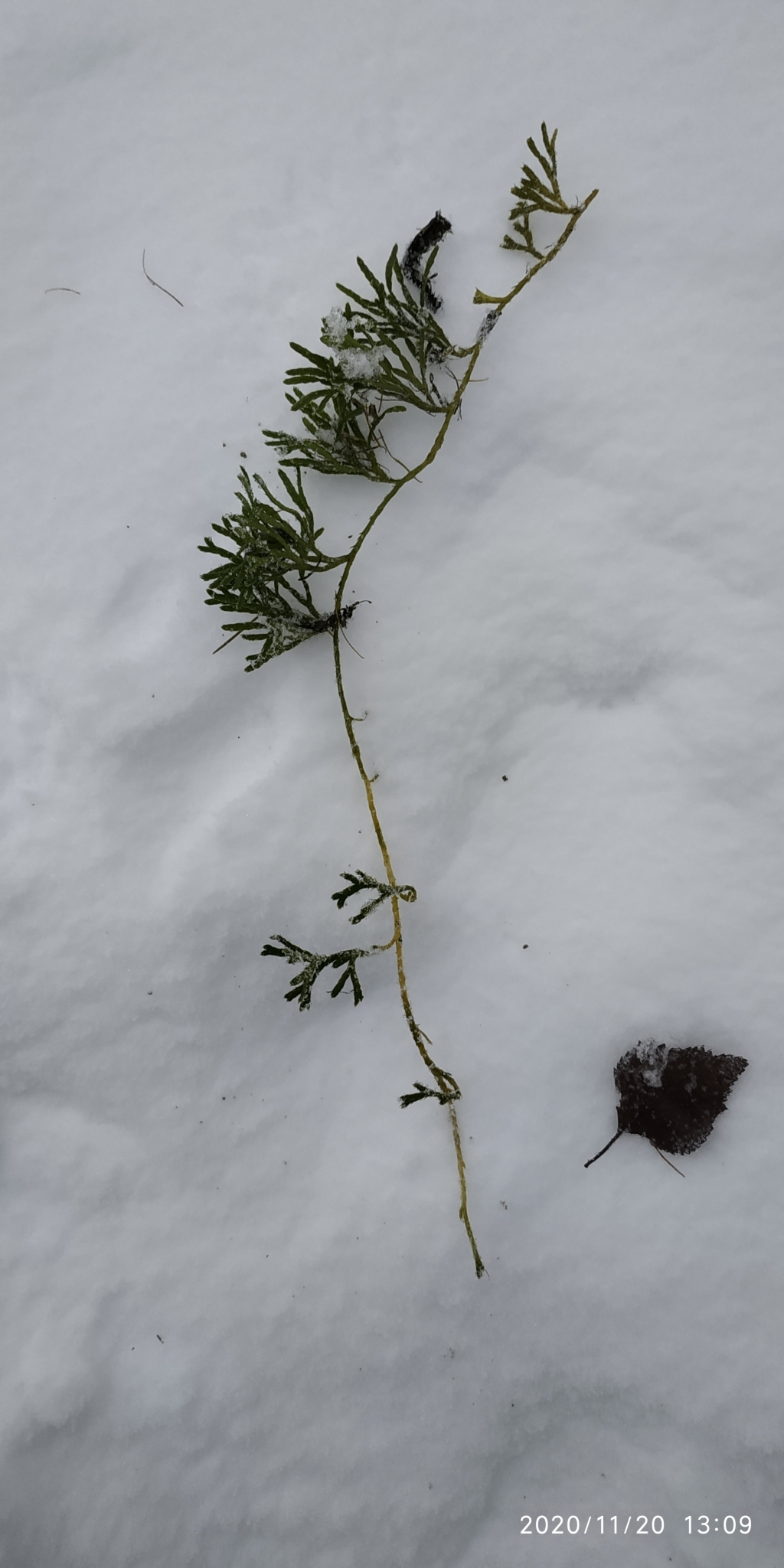
匍匐茎と直立茎
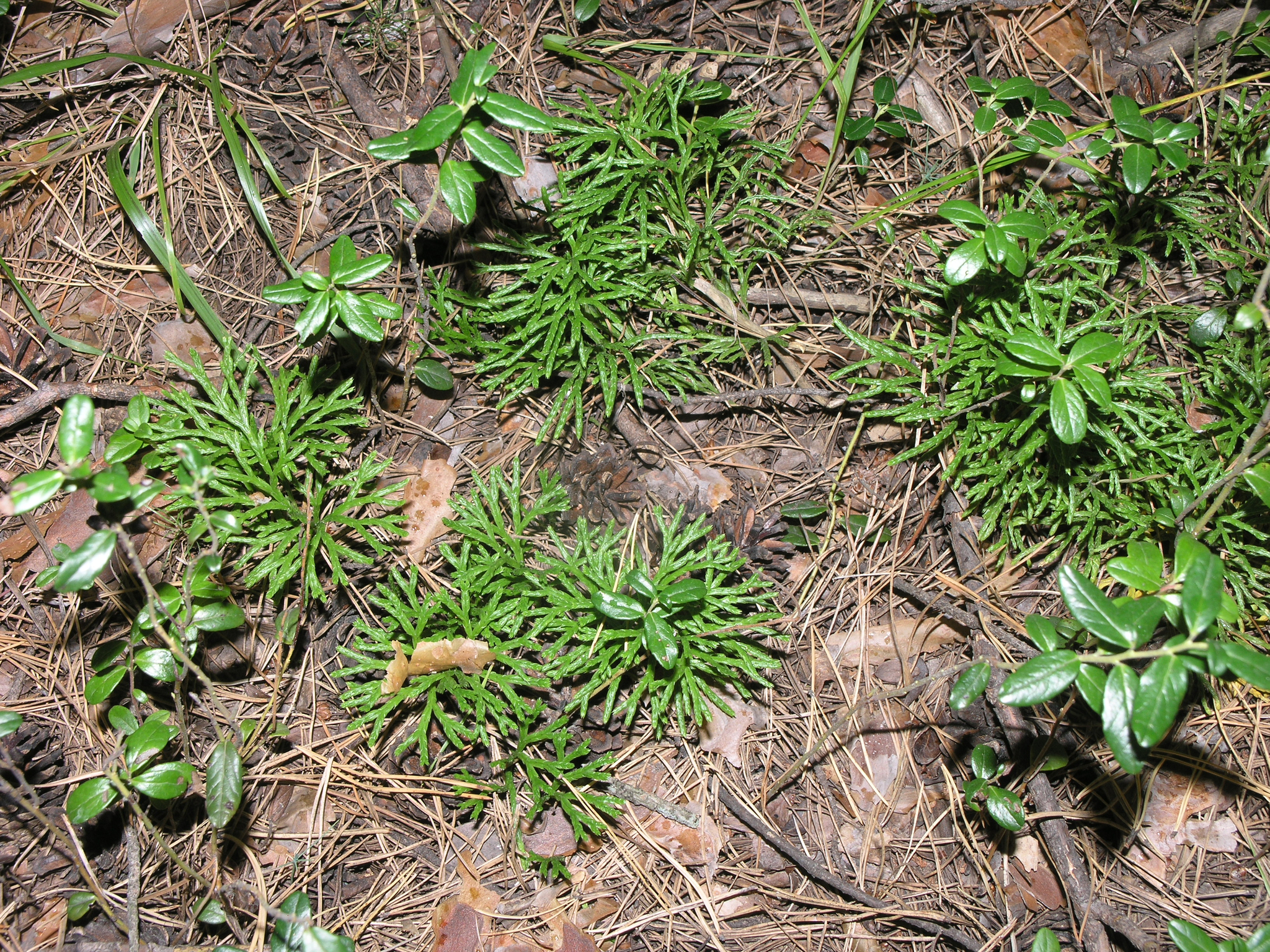
地上に広がって並んだ直立茎
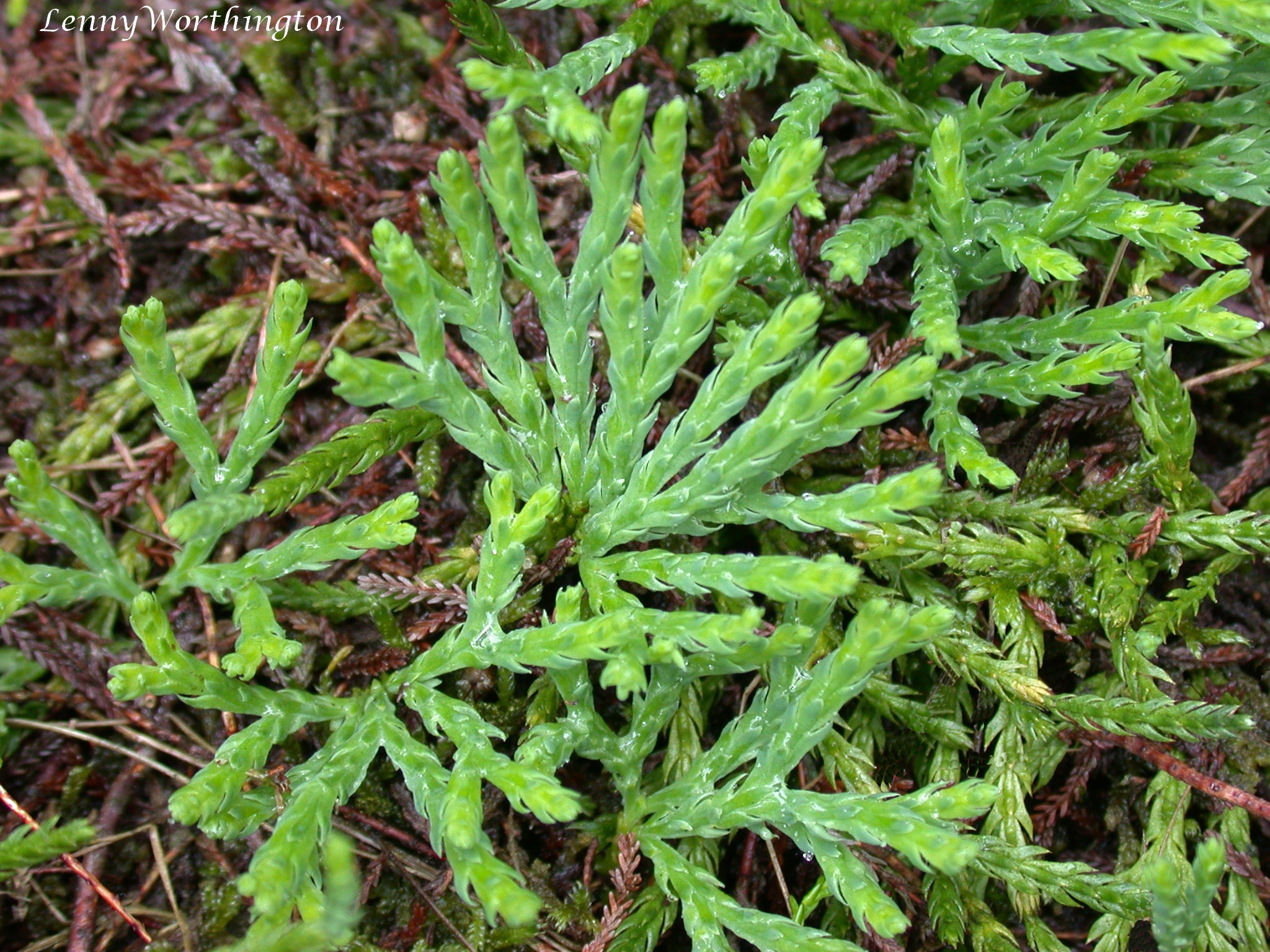
直立茎の様子
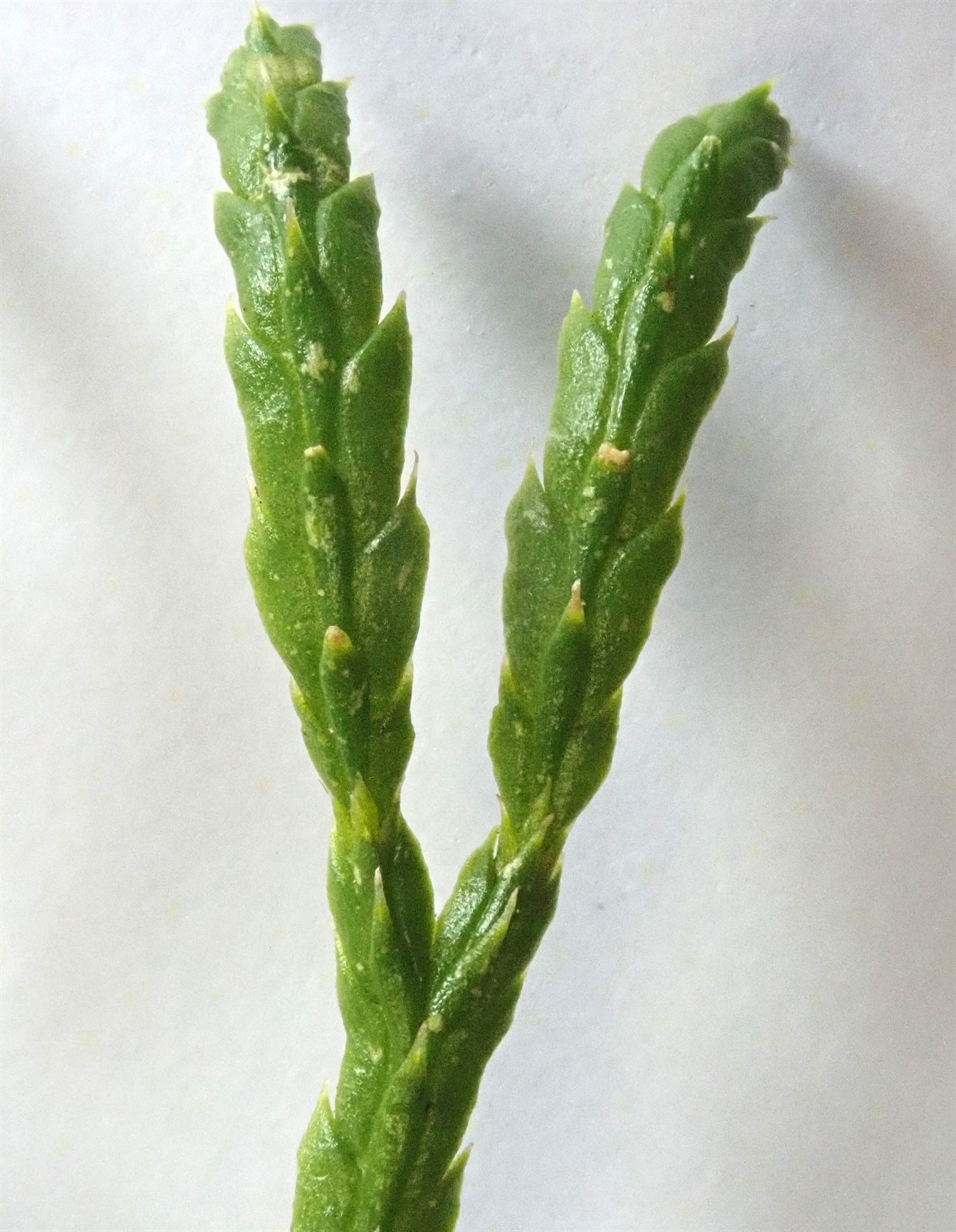
直立茎の小枝の先端部・背面
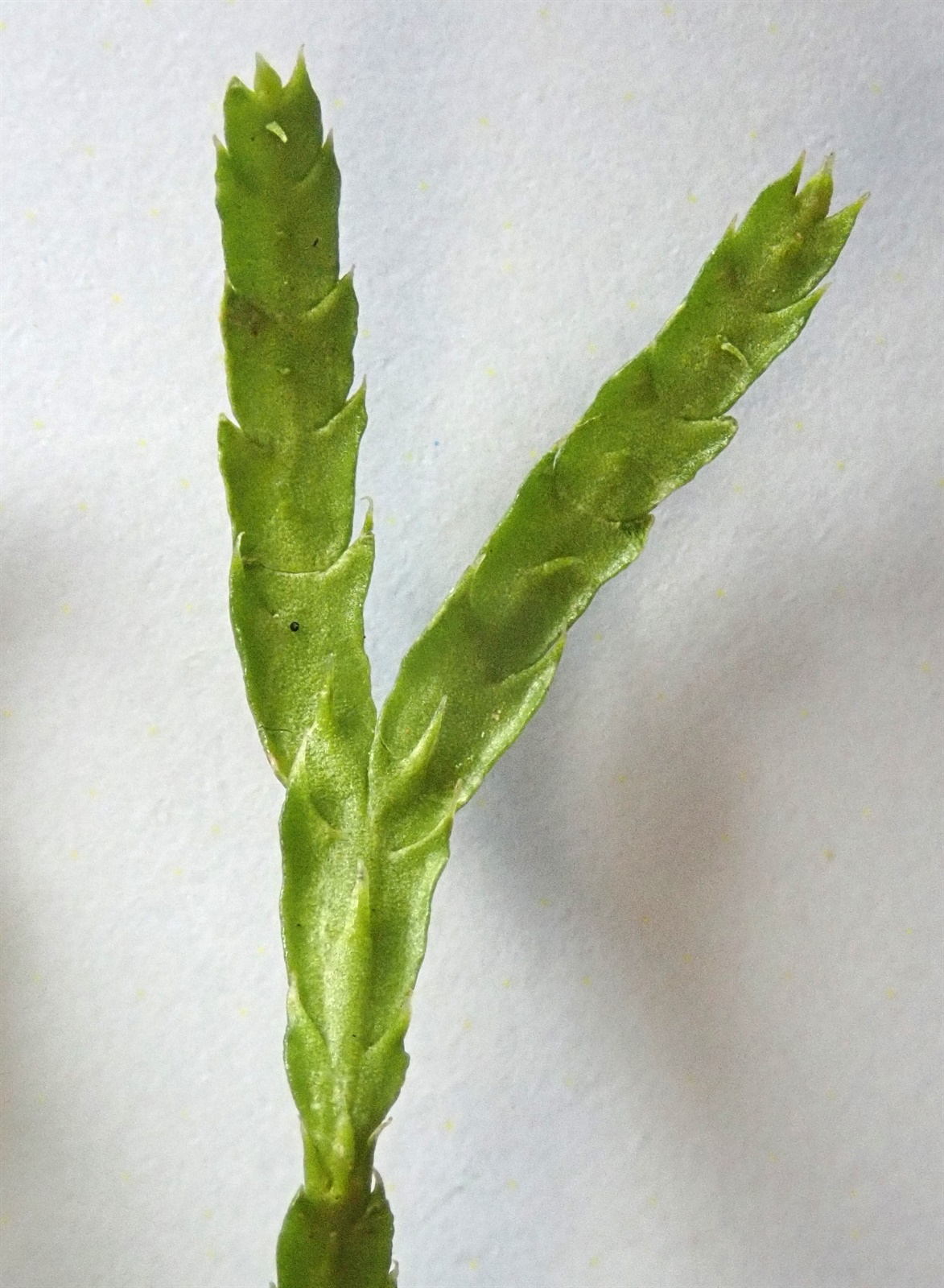
同・腹面
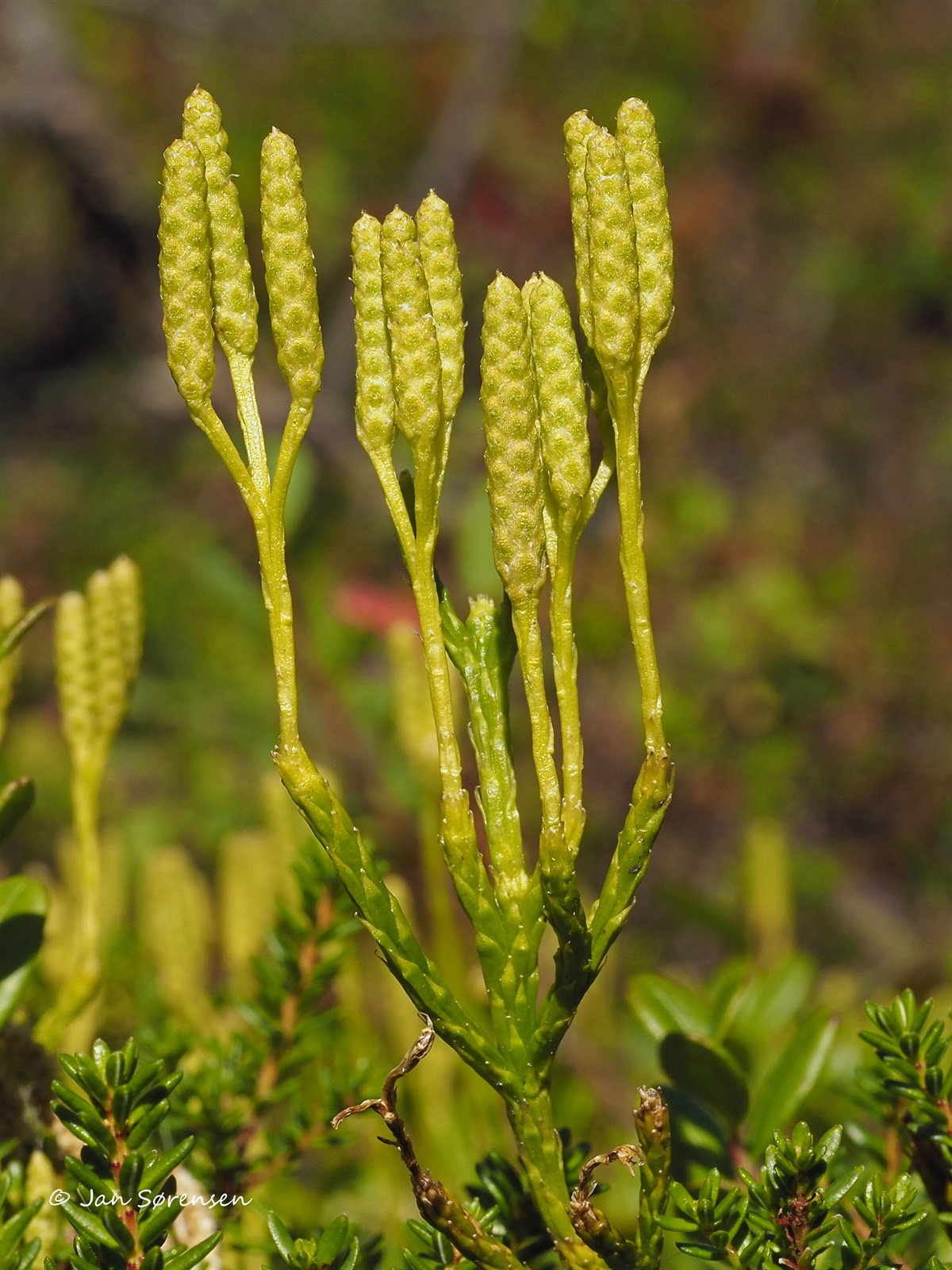
胞子嚢穂
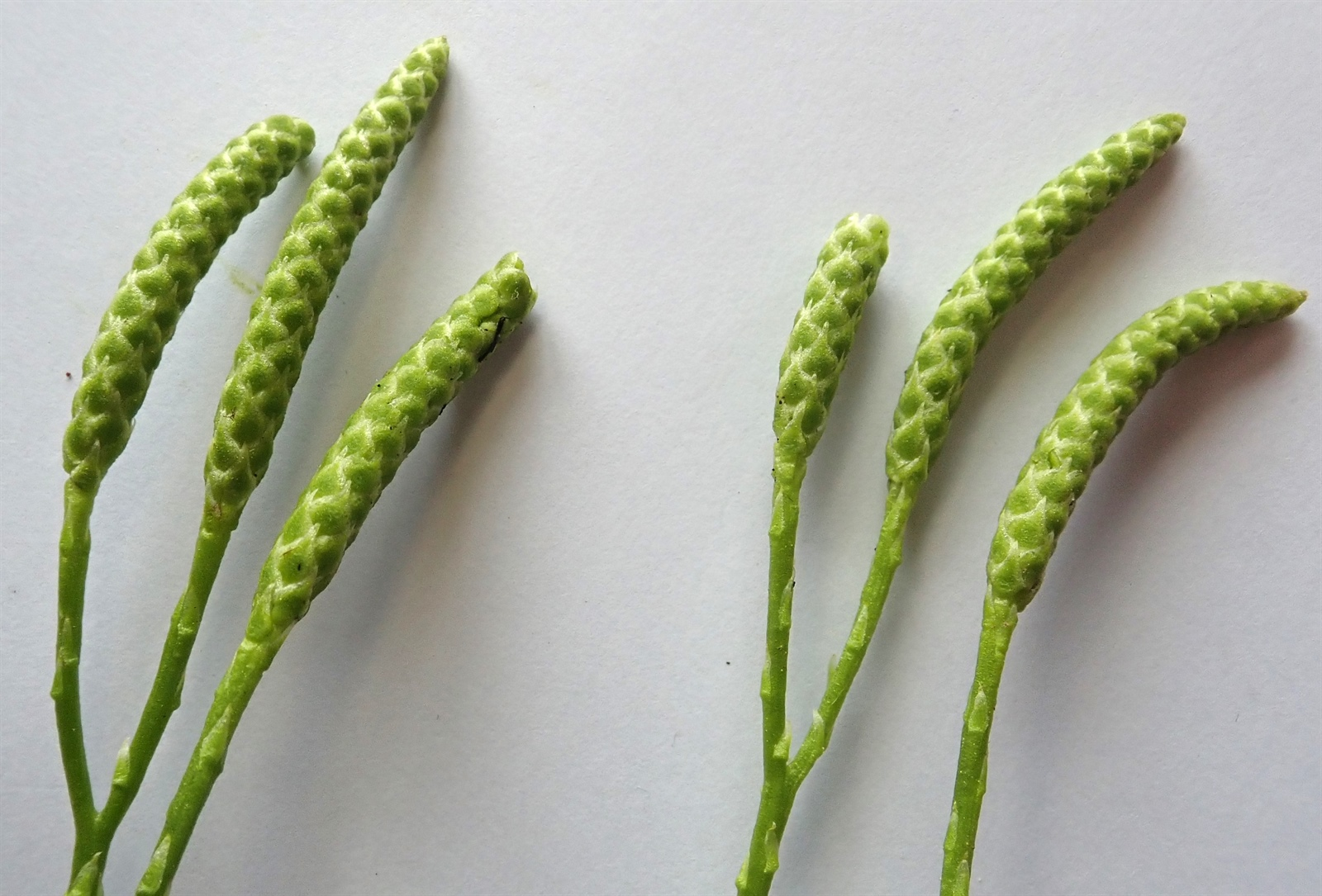
若い胞子嚢穂の拡大像

## 分布と生育環境
日本では北海道、本州、それに四国の徳島県に分布し、国外では東千島、ロシアの極東地域、シベリア、朝鮮、中国、モンゴル、南アジア、北アメリカの北部に知られ、基準産地はスウェーデンである。本州での分布は基本的には中部地方以北に限られるが、滋賀県、兵庫県、鳥取県や徳島県の限られた場所に分布がある。なお、兵庫県、岡山県、広島県、島根県では比較的低標高の地で発見された個体群があるが、これは法面への吹きつけ種子に混じって移入されたものと考えられている。
地上生で山地の日当たりの良い場所に生育する。

## 分類、類似種など
ヒカゲノカズラ属には世界に40～50種ほどがあり、日本からは7種ほどが知られている。本属を細分する考えもあり、その場合には本種はアスヒカズラ節 sect. Complanata とするが、これを独立属としてアスヒカズラ属（学名: Diphasiastrum）に扱う考えもあり、いずれにしてもこれに所属させるのは日本では本種の他にタカネヒカゲノカズラ L. nikoense 、チシマヒカゲノカズラ L. alpinum などがある。また本種ともっとも近縁なのは L. multispicatum であるとされ、この種は近いところでは台湾から知られているが、本種との関係には検討が必要とのこと。
外見的には地上を匍匐するつる性の植物で横枝が二叉分枝を繰り返して扇状に広がり、まるでアスナロの枝葉のような姿になるのは独特で区別は容易である。かつては直立枝の太さで幅3～4 mmより狭いものをホソバアスヒカズラと呼んで変種とするような扱いもあったようであるが、田川 (1959) の段階でも無意味呼ばわりされている。

## 保護の状況
環境省のレッドデータブックでは取り上げられていないが、府県別では茨城県、埼玉県、滋賀県、三重県、兵庫県、岡山県、島根県で絶滅危惧I類、山梨県、愛知県、石川県、福井県で絶滅危惧II類、他に静岡県でも指定があり、また徳島県では情報不足、神奈川県、奈良県、鳥取県では絶滅したとされている。明らかに指定があるのは分布南限地域である。